# Бульвар Леонида Быкова
Бульва́р Леони́да Бы́кова (укр. бульва́р Леоні́да Би́кова) — бульвар в Деснянском районе города Киева, жилой массив Вигуровщина-Троещина. Пролегает от улицы Николая Закревского до проспекта Червоной Калины.
Примыкает проезд без названия к бульвару Владимира Высоцкого.

## История
Бульвар возник в середине 1980-х годов под названием Бульвар 3-й. Современное название в честь актёра Л. Ф. Быкова — с 1987 года. Бульвар застраивался 10-16-18-этажными домами в период 1988-1989 годы. 

## Застройка
Бульвар пролегает в западном направлении, образовывая дугу.
Непарная и парная стороны бульвара заняты многоэтажной жилой (10-16-этажные дома, один 18-этажный дом) застройкой и учреждениями обслуживания — микрорайон №№ 11 жилого массива Вигуровщина-Троещина.
Учреждения:
1. дом № 3А — детсад № 797
2. дом № 7А — жэк № 315